# Nya torget, Norrköping
Nya Torget är ett torg i Östantill i Norrköping, som anlades 1863 som handelstorg i kvarteret Trädgården.
I området låg under 1500- och 1600-talen en stor trädgård som hörde till kungsgården Norrköpingshus. På 1640-talet planerades det för byggnadstomter och en stor del av trädgården var då redan bebyggd. På 1760-talet låg här tobaksodlingar bland husen.
Marken som Nya Torget ligger på, var under andra hälften av 1600-talet odlad mark under Norrköpingshus, vilken låg där Hedvigs kyrka ligger idag. Kungsgården övergavs slutligen efter en brand 1604, varefter kungamakten i stället satsade på slottsprojektet Johannisborg i utkanten av Saltängen, nära mynningen av Motala ström i Bråviken. Marken användes senare för tobaksodlingar och icke reglererad bebyggelse.
Nya Torget har tidigare varit ett stort marknadstorg för kött och andra livsmedel. I början av 1880-talet ställde hälsovårdsnämnden i Norrköping krav på bättre hantering av kött och fisk, varefter fyra saluhallar uppfördes i Norrköping. Två av dessa låg vid Nya torget: Norrköpings saluhall i hörnet Kristinagatan/Trädgårdsgatan, ritad av John Franzén och Karl Flodin och uppförd 1899-1900, samt Svea Saluhall i hörnet Hospitalsgatan/Kristinagatan, ritad av Werner Northun och invigd 1901
Nya Torget minskades i storlek på 2020- och 2020-talen, där tre bostadshus uppfördes på den östra delen och ett parkeringsgarage anlades under torget. Det pryddes i detta sammanhang också med bronsskulpturen  Stenen av Cecilia Edefalk, som är en avgjutning i brons av ett block kolmårdsmarmor.